# Charles Rigoulot
Charles Rigoulot   (Le Vésinet, 3 de novembre de 1903 - 14è districte de París, 22 d'agost de 1962) fou un aixecador, lluitador, pilot de cotxes i actor francès que va competir durant les dècades de 1920 i 1930. Era pare de Dany Rigoulot, patinadora olímpica.
El 1924 va prendre part en els Jocs Olímpics de París, on disputà la prova del pes semipesant, per a aixecadors amb un pes inferior a 82,5 kg, del programa d'halterofília. En ella guanyà la medalla d'or, per davant de Fritz Hünenberger i Leopold Friedrich. Entre 1923 i 1926 va establir dotze rècords del món. El 1924 fou la primera persona en aixecar, en dos temps, més de 400 lliures.
El 1932 Rigoulot passà al professionalisme i va treballar com a home fort al circ, com a actor i com a cantant al teatre. Com a lluitador professional va ser considerat "l'home més fort en el món" i lluità amb Henri Deglane i Strangler Lewis. Com a pilot de cotxes va competir a les 24 Hores de Le Mans de 1937.
Durant la Segona Guerra Mundial va ser empresonat després de colpejar a un oficial nazi. El 1953 es va convertir en director esportiu de la Distillery Cognac Ricar. Va morir d'atac de cor en 1962.